# Tanjung Mulya (Xiv Koto)
Tanjung Mulya is een bestuurslaag in het regentschap Muko-Muko van de provincie Bengkulu, Indonesië. Tanjung Mulya telt 2046 inwoners (volkstelling 2010).